# لورل هیل (فلوریدا)
لورل هیل (به انگلیسی: Laurel Hill) شهری در شهرستان اوکالوسا ایالت فلوریدا است که در سال ۱۹۰۵ بنیان‌گذاری شده‌است. این شهر طبق سرشماری سال ۲۰۱۰ میلادی، ۵۳۷ نفر جمعیت داشته و مساحت آن نیز ۸٫۱ کیلومتر مربع است.

## نگارخانه

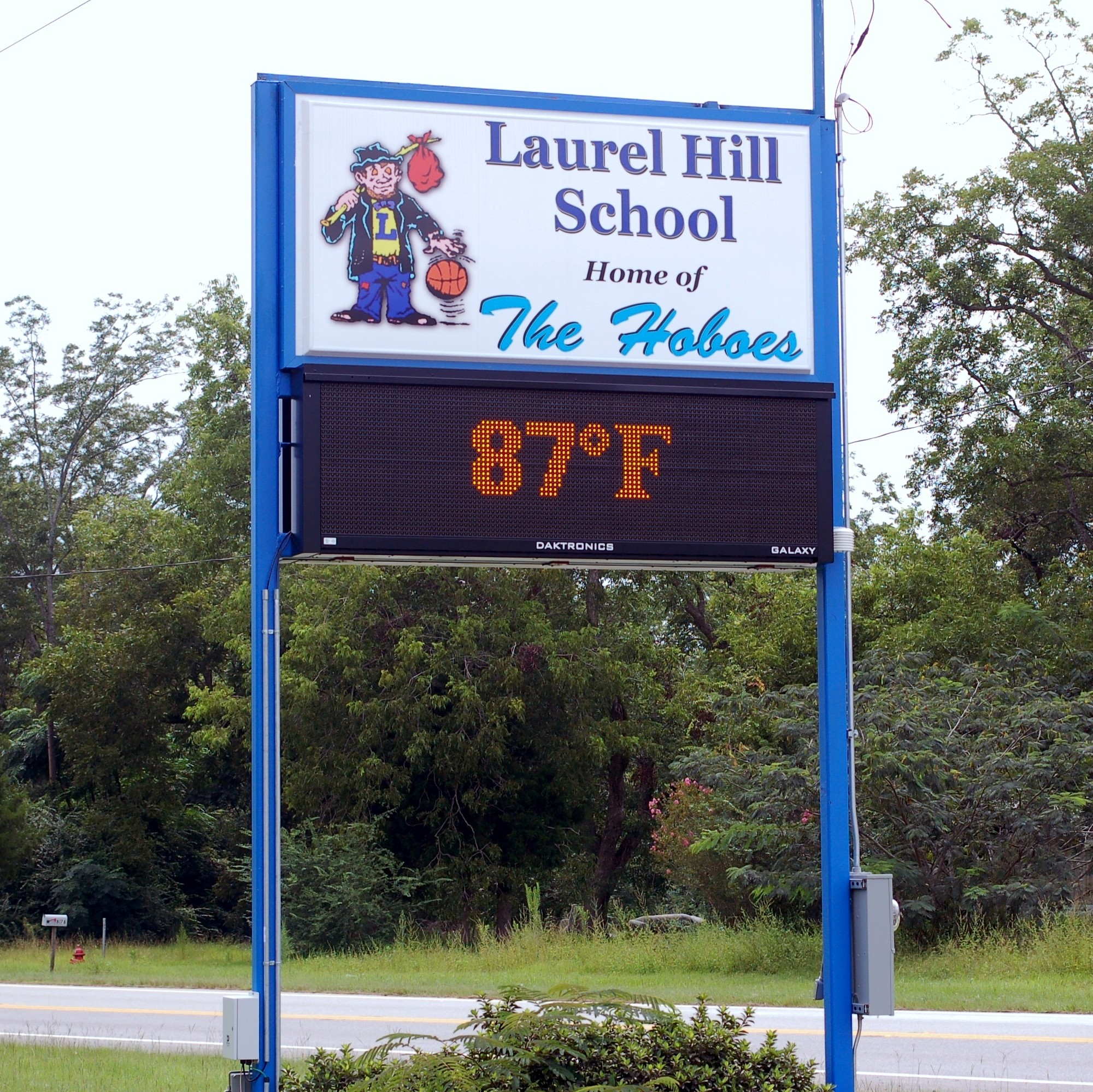